# Nicola Rizzoli
Nicola Rizzoli (Mirandola, 5 ottobre 1971) è un ex arbitro di calcio e dirigente arbitrale italiano.

## Biografia
Per due anni di fila, nel 2014 e nel 2015, ha vinto il premio di miglior arbitro del mondo IFFHS.
Dal 2011 al 2017 è stato premiato come miglior arbitro AIC.
Nel 2014 e nel 2016, invece, ha ricevuto il Premio Giulio Campanati, venendo giudicato come miglior direttore di gara prima del campionato del mondo 2014 in Brasile e poi del campionato d'Europa 2016 in Francia.
Dopo Sergio Gonella (nel 1978) e Pierluigi Collina (nel 2002) è stato il terzo arbitro italiano a dirigere una finale dei Mondiali di calcio, l'incontro tra Germania e Argentina del 13 luglio 2014, vinto dai tedeschi per 1-0.
Dopo Lo Bello, Agnolin, Lanese, Braschi e ancora Collina è stato il sesto arbitro italiano ad aver diretto una finale di Champions League: lo seguirà in questa lista il veneto Daniele Orsato con la direzione nella finale dell'edizione 2020. È stato inoltre l'arbitro della finale della prima edizione dell'Europa League che a partire dal 2009 ha sostituito la Coppa UEFA.

## Carriera
Di professione architetto laureato presso l'Università degli Studi di Firenze, è appartenente alla Sezione AIA di Bologna. Dopo aver collezionato 33 presenze in serie C1, a cui si deve aggiungere una finale dei playoff di serie C2, nel 2001 viene promosso alla CAN A e B su proposta del dirigente arbitrale Maurizio Mattei. Nel 2002, il 14 aprile, riesce a fare il debutto in serie A in occasione della partita Venezia-Perugia (0-2), per decisione degli allora designatori Paolo Bergamo e Pierluigi Pairetto.
Nel 2006 arbitra la finale di ritorno dello spareggio per la permanenza in serie B tra AlbinoLeffe e Avellino, nonché la classica della serie A (campionato 2006-2007) Roma-Inter. Nello stesso anno è stato anche eletto presidente della Sezione AIA di Bologna, carica alla quale però rinuncia un anno dopo per concentrarsi sul lavoro tecnico. Il 1º gennaio 2007 viene inserito nella lista degli arbitri internazionali, e con tale qualifica debutta nella UEFA Champions League nell'ottobre 2008 dirigendo Sporting Lisbona-Basilea. Dal 1º luglio 2009 entra a far parte del gruppo Elite degli arbitri UEFA. Per questo riceve inoltre dall'AIA il premio Concetto Lo Bello, riservato al direttore di gara iscritto negli elenchi FIFA (dunque internazionale) distintosi nel corso dell'ultima stagione sportiva.
Il 10 marzo 2010 fa il suo esordio nella fase ad eliminazione diretta della Champions League, dirigendo il ritorno degli ottavi di finale tra Real Madrid e O. Lione. Il 7 aprile successivo arbitra il ritorno del quarto di finale tra Manchester United e Bayern Monaco, all'Old Trafford. Il 5 maggio è chiamato a dirigere, per la prima volta nella sua carriera, la finale di Coppa Italia, disputatasi nell'occasione tra Inter e Roma. Sette giorni dopo dirige ad Amburgo la finale di Europa League tra Atletico Madrid e Fulham con vittoria dell'Atletico Madrid per 2-1 dopo i tempi supplementari.
Il 3 luglio, con la scissione della C.A.N. A-B in C.A.N. A e C.A.N. B, viene inserito nell'organico della C.A.N. A. Il 6 agosto 2011 dirige, per la prima volta in carriera, la Supercoppa Italiana, nell'occasione disputatasi a Pechino tra Milan e Inter. Nel mese di novembre è designato per dirigere una delle partite di ritorno degli spareggi per l'accesso a Euro 2012. Gli viene assegnato il match tra Montenegro e Rep. Ceca. A dicembre è selezionato dalla FIFA per la Coppa del mondo per club FIFA 2011, in programma in Giappone. Si tratta, per l'arbitro emiliano, della prima esperienza in un torneo al di fuori della confederazione UEFA. In tale competizione il fischietto italiano risulterà uno dei due arbitri (l'altro è l'uzbeko Irmatov) a dirigere due partite, e precisamente: il playoff d'accesso tra i giapponesi del Kashiwa Reysol e i neozelandesi dell'Auckland City, e successivamente una delle due semifinali, tra la succitata squadra nipponica e i brasiliani del Santos.
Il 23 gennaio 2012 riceve per la prima volta il premio di migliore arbitro AIC, relativamente all'anno solare 2011, avendo la meglio su Paolo Tagliavento e Mauro Bergonzi, i quali erano in nomination con lui. Agli europei in Polonia ed Ucraina il fischietto italiano arbitra dapprima due partite della fase a gironi: Francia-Inghilterra e Paesi Bassi-Portogallo, e successivamente il 23 giugno la partita dei quarti di finale tra Francia e Spagna. Nell'agosto 2012 gli viene conferito il Premio Giovanni Mauro per la stagione 2006-2007, precedentemente rimasto senza assegnazione.
Il 27 gennaio 2013 riceve per la seconda volta di fila il premio di migliore arbitro AIC, relativamente all'anno solare 2012, avendo la meglio su Daniele Orsato e Andrea Romeo, i quali erano in nomination con lui. Il 20 maggio 2013 viene designato per arbitrare la finale di Champions League in programma sabato 25 maggio allo stadio di Wembley di Londra tra Bayern Monaco e Borussia Dortmund. Nel giugno del 2013 è selezionato dalla FIFA per prendere parte ai Mondiali Under 20 in Turchia. Nella circostanza, viene designato per dirigere una gara della fase a gironi (Paraguay - Messico 1-0 a Gaziantep) e un quarto di finale (Ghana - Cile 4-3 dopo t.s. a Istanbul).
Nel novembre 2013 viene designato dalla commissione arbitrale FIFA per dirigere l'andata di Portogallo-Svezia, uno degli spareggi UEFA per l'accesso ai mondiali di Brasile 2014.
Il 15 gennaio 2014 viene selezionato ufficialmente per i Mondiali 2014 in Brasile. Il 27 dello stesso mese riceve per la terza volta di fila il premio di migliore arbitro della serie A, avendo la meglio sugli altri due candidati in nomination Daniele Orsato e Gianluca Rocchi.
Nell'aprile 2014 viene designato per dirigere la semifinale di ritorno della UEFA Champions League 2013-2014 tra Chelsea e Atletico Madrid insieme agli assistenti Renato Faverani ed Elenito Di Liberatore; gli addizionali sono Luca Banti e Antonio Damato, il quarto ufficiale Andrea Edoardo Stefani.
Durante i mondiali del 2014 viene scelto per dirigere il big match della prima giornata del girone B, Spagna-Paesi Bassi, in programma venerdì 13 giugno allo stadio Arena Fonte Nova di Salvador (Brasile). Ha poi diretto le gare Argentina-Nigeria e il quarto di finale Argentina-Belgio, sempre coadiuvato dagli assistenti Andrea Stefani e Renato Faverani. Viene quindi designato per dirigere la finalissima tra Germania e Argentina (ritrovando così i sudamericani per la terza volta su quattro gare dirette) il 13 luglio 2014 al Maracanã. Diviene in questo modo il terzo arbitro italiano, dopo Sergio Gonella e Pierluigi Collina, ad aver raggiunto tale obiettivo. Nell'occasione viene coadiuvato dal quarto ufficiale Carlos Vera (Ecuador).
Nel maggio 2015 viene designato per dirigere la semifinale di ritorno della UEFA Champions League 2014-2015 tra Barcellona e Bayern Monaco insieme agli assistenti Elenito Di Liberatore e Mauro Tonolini; gli addizionali sono Luca Banti e Antonio Damato, il quarto ufficiale Gianluca Cariolato.
Nel novembre 2015 viene designato dalla commissione arbitrale UEFA per dirigere l'andata del play-off di qualificazione ad Euro 2016 tra la Svezia e la Danimarca.
Il 15 dicembre 2015 viene selezionato per gli europei del 2016 in Francia. Il fischietto italiano sarà alla sua seconda apparizione dopo quella del 2012. Il giorno precedente, era stato eletto il Migliore arbitro della serie A per il quinto anno consecutivo. Viene designato per due partite della fase a gironi (Inghilterra-Russia e Portogallo-Austria), per un ottavo di finale (Francia-Irlanda) e per una semifinale (Francia-Germania).
Nella stagione 2016-2017 continua la sua carriera internazionale, in particolare viene designato per dirigere l'andata del big match tra Bayern Monaco e Real Madrid valido per i quarti di finale della UEFA Champions League. Al termine della stagione, conta 235 presenze in Serie A.
Sebbene fosse stato inizialmente incluso nella lista degli arbitri effettivi per la Serie A 2017-2018, il 4 luglio 2017 viene nominato responsabile e designatore della CAN A, al posto di Domenico Messina, lasciando quindi l'attività di direttore di gara. L'ultima gara da lui diretta è la partita di qualificazione al Mondiale 2018 Bosnia-Grecia, disputatasi il 9 giugno 2017, mentre l'ultima in campionato è Palermo-Empoli della 38ª giornata di Serie A 2016-2017.
Viene confermato designatore della massima serie anche per le successive 2 stagioni. Nella stagione 2020-2021 è stato designatore per i campionati di Serie A e B. Il 2 luglio 2021 il suo posto viene preso da Gianluca Rocchi.
Il 9 novembre 2021 viene nominato responsabile degli arbitri e del progetto VAR nel Campionato ucraino.

## Riconoscimenti
- Premio Giulio Campanati, 2014 e 2016.[4]